# Уцуномійський університет
Уцуномійський університет (яп. 宇都宮大学, うつのみやだいがく; англ. Utsunomiya University) — державний університет у Японії. Розташований за адресою: префектура Тотіґі, місто Уцуномія, квартал Міне 350. Відкритий у 1949 році. Скорочена назва — У-дай (яп. 宇大, うだい).

## Факультети
- Факультет міжнародних відносин (яп. 国際学部)
- Педагогічний факультет (яп. 教育学部)
- Агрономічний факультет (яп. 農学部)
- Інженерно-технічний факультет (яп. 工学部)

## Аспірантура
- Аспірантура міжнародних відносин (яп. 国際学研究科)
- Педагогічна аспірантура (яп. 教育学研究科)
- Інженерно-технічна аспірантура (яп. 工学研究科)
- Агрономічна аспірантура (яп. 農学研究科)
- Спільна агрономічна аспірантура (яп. 連合農学研究科)